# Wear Sunscreen
Advice, like youth, probably just wasted on the young (lett. "I consigli, come la giovinezza, sono stati probabilmente sprecati per i giovani"), comunemente noto come Wear Sunscreen (lett. "indossa la protezione solare"), è un articolo scritto dall'editorialista Mary Schmich, originariamente pubblicato il giugno 1997 sul Chicago Tribune. Esso è strutturato come un ipotetico discorso di apertura e fornisce vari consigli su come vivere una vita migliore ed evitare le difficoltà più comuni. L'articolo venne erroneamente considerato un discorso di laurea tenuto dall'autore Kurt Vonnegut al Massachusetts Institute of Technology e si diffuse tramite posta elettronica.

## Storia
L'articolo di Mary Schmich Advice, like youth, probably just wasted on the young uscì sul Chicago Tribune il 1º giugno 1997. Nell'introduzione, Schmich dichiara che si tratta di un discorso di apertura che farebbe qualora le venisse chiesto di pronunciarne uno.
Il testo raccomanda insistentemente di indossare la protezione solare e dispensa altri consigli e avvertenze che hanno lo scopo di aiutare le persone a vivere una vita più felice ed evitare le difficoltà comuni. Schmich riporta che l'ispirazione del testo è venuta dal vedere una giovane donna prendere il sole e sperare che indossasse la protezione solare, a differenza di quanto faceva la stessa Schmich quando aveva la sua età.
Si diffuse una leggenda metropolitana stando alla quale l'articolo fosse un discorso di laurea tenuto da Kurt Vonnegut al Massachusetts Institute of Technology (MIT). In realtà, l'oratore che era intervenuto al MIT nel 1997 era Kofi Annan e Vonnegut non era mai stato un oratore in quell'istituto. Nonostante Schmich avesse pubblicato un seguito di Wear Sunscreen 3 agosto 1997, la farsa ebbe un'eco tale che l'avvocato di Vonnegut iniziò a ricevere delle richieste per ristampare il discorso. Lo scrittore affermò che sarebbe stato orgoglioso se le parole fossero state le sue.
Nel 1998 Schmich pubblicò un breve adattamento sotto forma di saggio del suo articolo: Wear Sunscreen: A Primer for Real Life. Nel 2008 venne pubblicata un'edizione che commemora il decimo anniversario del libro.

## Nella musica
Il testo è la base di un brano spoken word di successo pubblicato nel 1997 da Baz Luhrmann, Everybody's Free (To Wear Sunscreen), noto anche come The Sunscreen Song. La canzone raggiunse la posizione numero uno delle classifiche in Irlanda e nel Regno Unito e ispirò altre tracce.